# Nuphar sagittifolia
Nuphar sagittifolia là một loài thực vật có hoa trong họ Nymphaeaceae. Loài này được (Pers.) Raf. miêu tả khoa học đầu tiên năm 1837.